# Pasikurowice

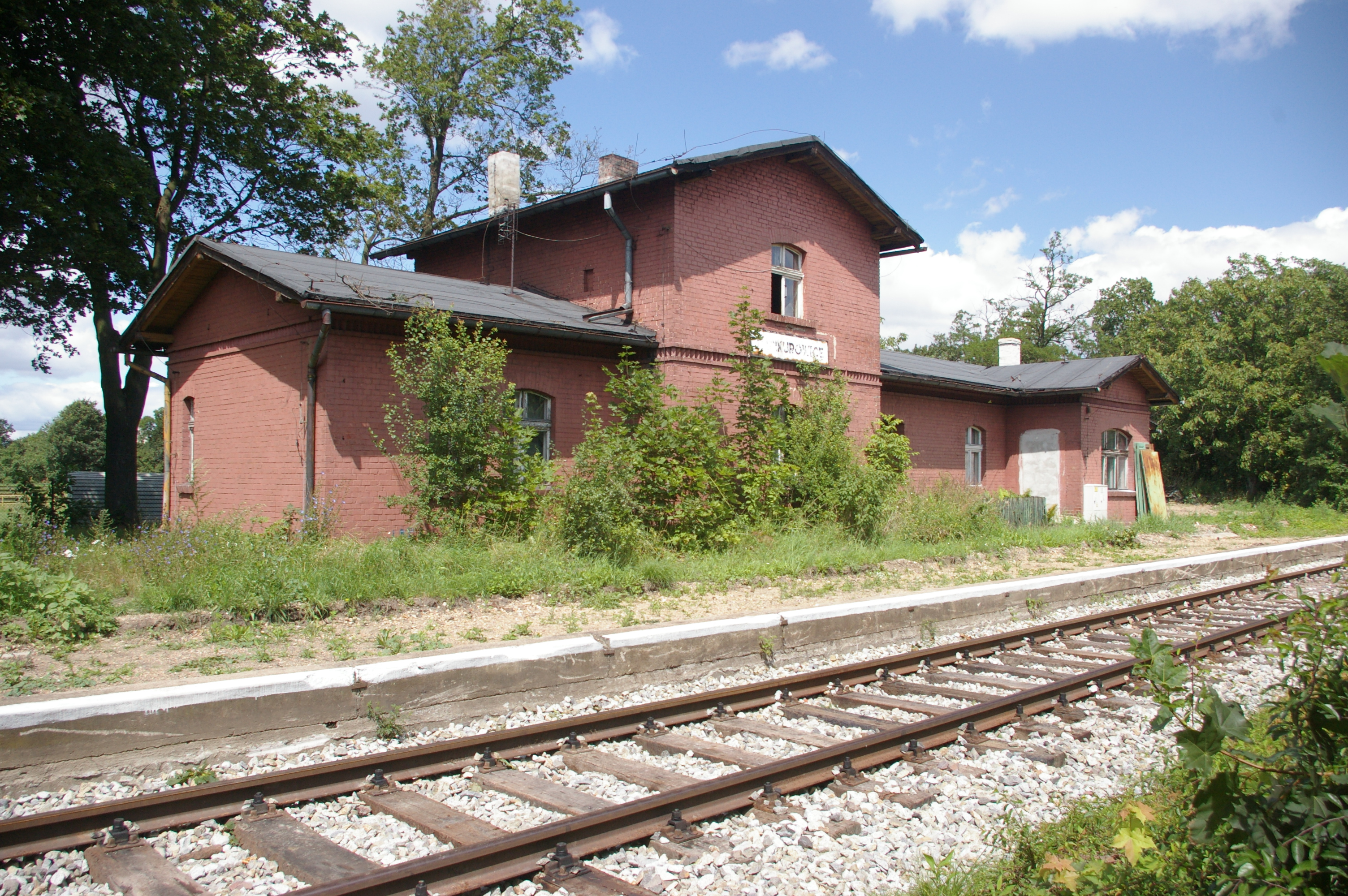
Budynek dworcowy

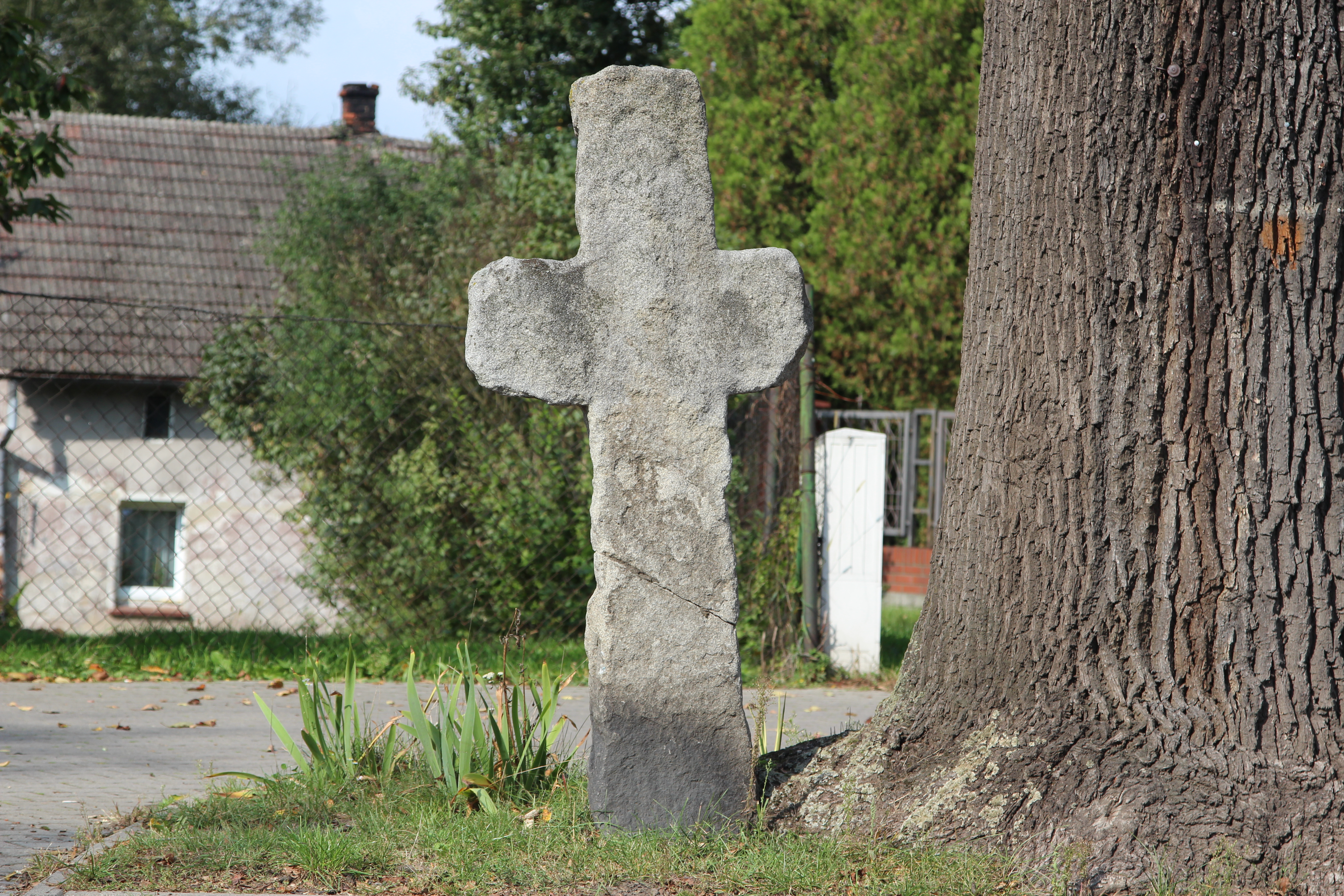
Krzyż pokutny pod drzewem

Pasikurowice (niem. Paschkerwitz) – wieś w Polsce położona w województwie dolnośląskim, w powiecie wrocławskim, w gminie Długołęka.
Przez Pasikurowice biegnie linia kolejowa nr 326 Wrocław Psie Pole – Wrocław Zakrzów – Trzebnica.
Znajduje się tu rozdzielcza stacja elektroenergetyczna 400/110 kV Krajowego Systemu Elektroenergetycznego.
We wsi działa jednostka Ochotniczej Straży Pożarnej.

## Historia
Pierwsze wzmianki o Pasikurowicach pochodzą z XIII wieku. Miejscowość została wymieniona w łacińskim dokumencie wydanym w 1332 roku w Oleśnicy w zlatynizowanej staropolskiej formie villa Passieurowicz.
W latach 1954-1968 wieś była siedzibą gromady Pasikurowice, po jej likwidacji w gromadzie Skarszyn.
W latach 1975–1998 miejscowość administracyjnie należała do województwa wrocławskiego.

## Sport
W miejscowości funkcjonuje klub piłkarski Iskra Pasikurowice, założony w 1946 roku (obecnie A-klasa, grupa: Wrocław II). Mecze rozgrywane są na Gminnym Stadionie Sportowym (pojemność: 400 miejsc, boisko o wymiarach: 101 × 63 m). Największym sukcesem drużyny był awans i roczny pobyt w klasie okręgowej, grupa: Wrocław, w sezonie 2013/2014. Zespół zajął wówczas 16. miejsce, zdobywając 25 pkt w 30 spotkaniach (bilans: 7-4-19).

## Zabytki
Do wojewódzkiego rejestru zabytków wpisany jest:
- kościół parafialny pw. św. Józefa Oblubieńca, ul. Wrocławska 48, z 1839 r.

inne zabytki:
- dwa stare kamienne krzyże o niewiadomym wieku (być może późnośredniowieczne) i przyczynie fundacji. Krzyże te określane  są często jako tzw. krzyże pokutne, na co nie ma jednak dowodów[7].
- stary cmentarz dawnych, niemieckich mieszkańców tej miejscowości
- stacja kolejowa